# Мориц Шлик
Фридрих Алберт Мориц Шлик (на немски: Friedrich Albert Moritz Schlick) е германски физик и философ, направление логически позитивизъм.

## Живот
Роден е на 14 април 1882 година в Берлин, Германия, в богато семейство. Следва природни науки и математика в Хайделбергския университет, в Лозанския и в Хумболтовия университет в Берлин. През 1904 г. защитава дисертацията си по физика под ръководството на Макс Планк.
През 1907 г. се жени за американката Бланш Харди и от есента същата година следва два семестра психология в Цюрихския университет. От 1911 до 1921 г. преподава философия в университета в Росток, като през 1917 получава титлата професор. Сприятелява се с Алберт Айнщайн. През 1921 г. е редовен професор по философия на природата в университета на Кил.
От 1922 г. ръководи Философския факултет на Виенския университет, където през 1924 г. създава „Виенския кръг“.
На 22 юни 1936 г. Шлик е застрелян пред Виенския университет от бившия си студент Ханс Нелбьок, който защитава дипломна работа при него през 1931 г. и го тероризира и заплашва два пъти оттогава.
- Паметна плоча на лобното място на Мориц Шлик на Философското стълбище на Виенския университет
- Надпис върху паметната плоча на лобното място на Мориц Шлик